# Anti-AT1R protilátky
Mezi hlavní komplikace u pacientů po transplantaci orgánů patří rozvoj celulární a protilátkami-zprostředkované (humorální) rejekce. Protilátkami-zprostředkovaná rejekce (antibody-mediated rejection, AMR) na rozdíl od celulární rejekce je vzácnější, ale mnohem závažnější komplikací, která ovlivňuje dlouhodobé přežívání štěpu a může ohrozit život pacienta. Ve vzniku AMR se uplatňují HLA protilátky namířené proti neshodným HLA antigenům dárce (donor-specific antibodies, DSA), které vznikly před transplantací a nebo de-novo po transplantaci. De-novo specifické HLA protilátky po navázání na stěnu cévy aktivují komplement, což vede k poškození transplantovaného orgánu. Mezi rizikové faktory pro produkci HLA protilátek patří transfúze, těhotenství, předchozí transplantace a neshody v HLA antigenech mezi dárcem a příjemcem orgánu. 

## HLA – specifické protilátky
V patogenezi AMR ve většině případů se uplatňují protilátky proti neshodným HLA antigenům dárce (DSA), nespecifické protilátky proti HLA a nebo non-HLA protilátky, např. proti angiotensinovému receptoru typu 1, MICA a MICB. Odmítnutí zprostředkované protilátkami je dynamický proces ovlivněný rovnováhou mezi poškozením způsobeným alloprotilátkou, schopnostní tkáně regenerovat a účinností imunosuprese. Pokud protilátky aktivují komplementovou kaskádu, vznikající štěpné produkty (C4d a C3d), dochází k dalšímu štěpení a ke vzniku komplexu C5b, C6, C7, C8 a C9 (MAC, membrane attack komplex), který poškozuje endotel. V patogenezi AMR mohou být ale zapojené i protilátky, které komplement neaktivují anebo vážou jen s nízkou afinitou. K monitorování HLA protilátek (jak komplement-vážících, tak nevážících) se v současnosti aplikují i mnohonásobně citlivější metody: cross-match metodou průtokové cytometrie (FCXM, flow cytometry cross-match) a metody využívající pevné nosiče (solid phase), mezi které patří např. ELISA a Luminex. Na základě průměrné fluorescenční intenzity (MFI) u metodiky Luminex se hodnotí riziko AMR.

## Angiotensin
Důležitou roli při rejekci transplantovaného orgánu však hraje také angiotenzin. Angiotenzin II je oligopeptid hrající velkou roli v regulaci krevního tlaku. Způsobuje vazokonstrikci a stimuluje uvolňování aldosteronu z kůry nadledvin. Aldosteron podporuje retenci vodíku v distálním tubulu nefronu v ledvinách, což vede ke zvýšení krevního tlaku.
Angiotensin II typu 1 je důležitou součástí renin-angiotensinového systému (RAS). Tento systém představuje postupnou přeměnu prekurzoru angiotenzinu, angiotenzinogenu, na konečný produkt tohoto systému, angiotenzin II.  
Sympatický nervový systém stimuluje uvolnění reninu z aparátu ledvin. Působením reninu vzniká z angiotenzinogenu plazmatický angiotenzin I, který je účinkem angiotenzin konvertujícího enzymu přeměněn na angiotenzin II. Vazbou angiotenzinu II na receptorové struktury AT1 a AT2 je zprostředkován vlastní účinek působku. AT1 receptory jsou odpovědné za vazokonstrikci, zvýšení tonu sympatického nervového systému, uvolnění katecholaminů ze dřeně nadledvin a aldosteronu z kůry nadledvin. AT2 receptory mají účinek opačný k předešlým.
Protilátky proti ATR1 patří mezi non-HLA specifické protilátky. Protilátky proti ATR1 jsou spojeny s maligní hypertenzí (nedostatečná specifičnost komerčních protilátek vede k nesprávné identifikaci receptorového proteinu angiotenzinu), autoimunitními onemocněními, akutní rejekcí a ztrátou štěpu při transplantaci orgánů.

## Transplantace
V České republice se ročně provede přibližně pět transplantací srdce na 1 000 000 obyvatel. Legislativně je potenciálním dárcem každý, kdo se před smrtí nenechá zapsat do registru nedárců, nicméně běžnou praxí je řídit se přáním rodiny zemřelého. Na čekacím listu pro transplantaci srdce v ČR je 52 % pacientů s diagnózou dilatační kardiomyopatie a 40 % pacientů s pokročilou ischemickou chorobou srdeční. Transplantaci srdce v ČR provádí dvě střediska, IKEM v Praze a CKTCH v Brně.
Mezi kritéria pro transplantaci srdce patří shoda v ABO systému a srovnatelná výška a hmotnost (+/- 15 %). U pacientů s velmi pokročilým srdečním selháním lze před transplantací stav pacienta dočasně zlepšit pomocí mechanické srdeční podpory tzv. LVAD (Left Ventricular Assist Device). Díky LVAD dochází ke snižování mortality pacientů, čekajících na transplantaci srdce. LVAD zlepšuje kvalitu života těchto pacientů a umožňuje přežití pacientům s konečným stadiem srdečního selhání. Jedním z navrhovaných omezení terapie pomocí mechanické podpory je vyšší stupeň citlivosti mezi příjemci LVAD. Na rozdíl od protilátek namířených proti HLA, některé nespecifické non-HLA protilátky (jako autoprotilátky proti AT1R), jsou spojovány právě s použitím LVAD. AT1R se od ostatních nespecifických non-HLA antigenních cílů liší mechanismem účinku. Vazba protilátek na AT1R vyvolává fyziologický efekt podobný přirozenému ligandu v systému renin-angiotensin. Protilátky proti AT1R se vážou na druhou extracelulární smyčku receptoru AT1R, přítomnou na endoteliálních a vaskulárních buňkách hladkého svalstva, to vyvolá aktivaci endotelu a jeho následnou dysfunkci. Kromě působení na vaskulární tkáň tyto protilátky vedou k prozánětlivé a prokoagulační odpovědi. Přítomnost těchto protilátek může také způsobit vyšší pravděpodobnost vzniku tromboembolických a infekčních komplikací. Po transplantaci srdce však mohou nastat komplikace jako chronická rejekce štěpu (tzv. koronární nemoc štěpu), infekce, toxicita a další nežádoucí účinky imunosupresivní terapie, malignity.